# Schlappinbach
Der Schlappinbach ist ein 12,8 Kilometer langer Bach im Kanton Graubünden in der Schweiz. Er ist ein rechter Zufluss der Landquart.

## Verlauf
Der Schlappinbach wird aus mehreren kleinen Bächen in einem Talkessel nordwestlich des Leidhorns gebildet, durchfliesst das Schlappintal und den kleinen Schlappinsee. Unterhalb des Dorfes mündet er beim zu Klosters gehörenden Ortsteil Klosters Dorf  von rechts in die Landquart.